# Matjaž Kek
Matjaž Kek (Maribor, 9 september 1961) is een voormalig voetballer uit Slovenië, die na zijn actieve loopbaan het trainersvak instapte. Hij was onder meer trainer-coach van NK Maribor, de club waar hij jarenlang zelf voor speelde.
Op 5 januari 2007 werd Kek aangewezen als opvolger van Branko Oblak als bondscoach van Slovenië. Hij leidde de ploeg in november 2009 ten koste van Rusland naar het WK voetbal 2010 in Zuid-Afrika. Zelf speelde hij één interland voor de voormalige Joegoslavische deelrepubliek; dat was op 18 november 1992 in de vriendschappelijke wedstrijd tegen Cyprus, die eindigde in een 1-1 gelijkspel. Kek werd in dat duel na 78 minuten vervangen door Aleš Križan.
Als bondscoach stapte Kek op na de afsluitende kwalificatiewedstrijd (een 1-0 zege op Servië op 11 oktober 2011) voor het EK voetbal 2012. Hij had de ploeg 49 duels (20 zeges, 9 gelijke spelen, 20 nederlagen) geleid. Hij werd opgevolgd door Slaviša Stojanovič.
Nadat de Kroaat Elvis Scoria vertrok bij HNK Rijeka als hoofdtrainer, werd Kek uitgekozen als opvolger van Scoria in februari 2013. Vanwege de goede resultaten en de tevredenheid van de supporters van HNK Rijeka, besloot het bestuur van de Kroatische voetbalclub in oktober 2013 om het contract van Kek te verlengen tot en met het einde van het seizoen 2016/2017. Op 6 oktober 2018 stapte hij op bij Rijeka om voor een tweede termijn bondscoach te worden van Slovenië.
Kek leidde Slovenië in 2024 voor het eerst naar de knock-outfase van het EK. In Duitsland speelde Slovenië in de groepsfase gelijk tegen Denemarken, Servië en Denemarken, waarna het in de achtste finales na strafschoppen werd uitgeschakeld door Portugal. Kek ontving een rode kaart in de verlenging tegen Portugal.